# Epipactis exilis
Epipactis exilis är en orkidéart som beskrevs av Pierre Delforge. Epipactis exilis ingår i släktet knipprötter, och familjen orkidéer. Inga underarter finns listade i Catalogue of Life.